# 春原佑紀
春原 佑紀（はるはら ゆき、本名：春原由紀、1975年8月13日 - ）は、日本の女性歌手、ラジオパーソナリティである。サンミュージックブレーン→ARTIMAGE（アーティマージュ）所属。

## 来歴
神奈川県横浜市出身。桜っ子クラブさくら組のメンバーとして活躍、当時は本名で活動しており、矢沢永吉主演のTBS系ドラマ「アリよさらば」に生徒役で出演し、女優としても活動していた。
高校を卒業した後ヴォイストレーニングを続け、1997年、ドラマ 『ガラスの仮面』の主題歌「ポーラスター 〜君だけ信じて〜」で歌手としてデビュー。現在はbayfmを中心にパーソナリティとして活躍中。
2005年結婚、翌年男児を出産。

## ディスコグラフィー

### シングル
|   | 発売日         | タイトル                      | c/w               | 収録アルバム                           | 型番・備考                                                             |
| - | -------------- | ----------------------------- | ----------------- | -------------------------------------- | ---------------------------------------------------------------------- |
| 1 | 1997年8月20日  | ポーラスター 〜君だけ信じて〜 | AGAIN             | NATIVE SUN〜太陽が生まれる場所〜(#1)   | CODA-1315 テレビ朝日系ドラマ 『ガラスの仮面』主題歌                    |
| 2 | 1997年11月21日 | Climbing Wind                 | Only one and No.1 | NATIVE SUN〜太陽が生まれる場所〜(#1,2) | CODA-1375 テレビ朝日系『トゥナイト2』EDテーマ,『群馬銀行』CMソング(#2) |
| 3 | 1998年2月21日  | JOURNEY                       | REALITY           | NATIVE SUN〜太陽が生まれる場所〜(#1)   | CODA-1427 テレビ朝日系 『目撃!ドキュン』EDテーマ                       |
| 4 | 1998年5月21日  | 陽のあたる街                  | I need you        | NATIVE SUN〜太陽が生まれる場所〜(#1)   | CODA-1527 テレビ朝日系『女神のちからこぶ』EDテーマ                     |
| 5 | 1998年11月21日 | ONE VOICE                     | 雪がとけたら      | －                                     | CODA-50005 テレビ朝日系「深夜水族館」内『真夜中人魚』EDテーマ          |

### アルバム
|   | 発売日        | タイトル                         | 型番       |
| - | ------------- | -------------------------------- | ---------- |
| 1 | 1998年6月20日 | NATIVE SUN〜太陽が生まれる場所〜 | COCA-15254 |

## 主な出演番組

### ドラマ
- アリよさらば　（TBS、1994年4月15日～7月1日）古沢雅美役

### ラジオ
- NEO STREAM NIGHT （bayfm、2000年10月 - 2007年3月）
- FLY!DAY TRIPPER〜FROM SKY GATE〜 TRIP2 （bayfm、2006年7月7日 - 2010年12月31日）
- Touch! the DREAM （bayfm、2012年4月7日 - 2016年3月)
- The BAY☆LINE （bayfm、2015年4月7日 - 2016年3月29日）
- bayfm It! （bayfm、2016年4月4日 - ） - 月〜水曜担当